# Mjölby
Mjölby je grad i središte istoimene općine u švedskoj županiji Östergötland. 

## Stanovništvo
Prema podacima o broju stanovnika iz 2005. godine u gradu živi 11.927 stanovnika.

## Vanjske poveznice
- Službene stranice grada

### Ostali projekti
|  | Zajednički poslužitelj ima još gradiva o temi Mjölby |